# Musa Manarov
Musa Khiramanovich Manarov (Bacu, 22 de março de 1951) é um ex-cosmonauta soviético.
Musa Manarov foi selecionado como cosmonauta em 1 de dezembro de 1978. Ele voou como engenheiro de voo na Soyuz TM-4 e na Soyuz TM-11. Manarov estabeleceu um recorde de um total de 541 dias no espaço.
Manarov se aposentou em 23 de julho de 1992.  É atualmente casado, e tem dois filhos.